# Pallamano Trieste 2016-2017
Questa pagina raccoglie i dati riguardanti la Pallamano Trieste nelle competizioni ufficiali della stagione 2016-2017.

## Rosa 2016-17

### Giocatori
| N° | Naz.                | Ruolo | Sportivo              | Anno |  |  |
| -- | ------------------- | ----- | --------------------- | ---- |  |  |
| 1  | Italia (bandiera)   | P     | Luca Doronzo          | 1997 |  |  |
| 12 | Italia (bandiera)   | P     | Diego Modrusan        | 1980 |  |  |
| 16 | Italia (bandiera)   | P     | Thomas Postogna       | 1993 |  |  |
| 2  | Italia (bandiera)   | A     | Federico Busdon       | 2000 |  |  |
| 3  | Italia (bandiera)   | T     | Jan Radojkovic        | 1989 |  |  |
| 4  | Italia (bandiera)   | T     | Michele Oveglia       | 1993 |  |  |
| 5  | Italia (bandiera)   | PV    | Luca Sandrin          | 1999 |  |  |
| 7  | Italia (bandiera)   | T     | Kevin Anici           | 1993 |  |  |
| 9  | Italia (bandiera)   | PV    | Alex Pernic           | 1992 |  |  |
| 10 | Italia (bandiera)   | A     | Jacopo Muran          | 1990 |  |  |
| 11 | Francia (bandiera)  | A     | Luca Bellomo          | 1994 |  |  |
| 13 | Italia (bandiera)   | PV    | Massimiliano Di Nardo | 1992 |  |  |
| 14 | Italia (bandiera)   | A     | Andrea Carpanese      | 1982 |  |  |
| 15 | Italia (bandiera)   | A     | Lorenzo Dovgan        | 1995 |  |  |
| 18 | Italia (bandiera)   | T     | Luca De Rosa          | 1996 |  |  |
| 19 | Italia (bandiera)   | A     | Marco Visintin        | 1982 |  |  |
| 20 | Serbia (bandiera)   | T     | Dalibor Djordjijevic  | 1979 |  |  |
| 22 | Croazia (bandiera)  | T     | Erik Udovicic         | 1995 |  |  |
|    | Italia (bandiera)   | T     | Gianni Sodomaco       | 2000 |  |  |
|    | Italia (bandiera)   | T     | Leonardo Allia        | 1999 |  |  |
|    | Slovenia (bandiera) | T     | Elvin Cosic           | 1985 |  |  |

### Staff
- Allenatore:  Vlado Hrvatin
- Massaggiatore:  Gaetano De Gioia

Presidente  Giuseppe Lo Duca;

## Risultati

### Serie A

#### Stagione Regolare

##### Girone d'andata
| Musile di Piave 24 settembre 2016 | Musile | 28 – 36 | Trieste |  |

| Trieste 1 ottobre 2016 | Trieste | 26 – 24 | Black Devils |  |

| Brixen 7 ottobre 2016 | Brixen | 23 – 29 | Trieste |  |

| Trieste 15 ottobre 2016 | Trieste | 25 – 24 | Cassano Magnago |  |

| Lavis 22 ottobre 2016 | Pressano | 26 – 23 | Trieste |  |

| Trieste 29 ottobre 2016 | Trieste | 28 – 14 | Mezzocorona |  |

| Malo 12 novembre 2016 | Malo | 20 – 38 | Trieste |  |

| Trieste 19 novembre 2016 | Trieste | 31 – 24 | Eppan |  |

| Bolzano 26 novembre 2016 | Bozen | 31 – 27 | Trieste |  |

##### Girone di ritorno
| Trieste 3 dicembre 2016 | Trieste | 40 – 21 | Musile |  |

| Merano 10 dicembre 2016 | Black Devils | 27 – 24 | Trieste |  |

| Trieste 17 dicembre 2016 | Trieste | 26 – 20 | Brixen |  |

| Cassano Magnago 21 gennaio 2017 | Cassano Magnago | 29 – 30 | Trieste |  |

| Trieste 28 gennaio 2017 | Trieste | 13 – 14 | Pressano |  |

| Mezzocorona 4 febbraio 2017 | Mezzocorona | 17 – 29 | Trieste |  |

| Trieste 11 febbraio 2017 | Trieste | 31 – 21 | Malo |  |

| Appiano sulla strada del vino 18 febbraio 2017 | Eppan | 21 – 24 | Trieste |  |

| Trieste 25 febbraio 2017 | Trieste | 27 – 32 | Bozen |  |

### Playoff
| Trieste 11 marzo 2016 | Trieste | 30 – 29 | Bozen |  |

| Lavis 18 marzo 2017 | Pressano | 27 – 24 | Trieste |  |

| Trieste 25 marzo 2017 | Trieste | 30 – 29 | Black Devils |  |

| Merano 1 aprile 2017 | Black Devils | 31 – 21 | Trieste |  |

| Bolzano 8 aprile 2017 | Bozen | 32 – 26 | Trieste |  |

| Trieste 15 aprile 2016 | Trieste | 27 – 24 | Pressano |  |

## Classifiche

### Stagione regolare
|  | Pos. | Squadra         | Pt | G  | V  | VR | S  | SR | GF  | GS  | D    | Note                   |
|  | ---- | --------------- | -- | -- | -- | -- | -- | -- | --- | --- | ---- | ---------------------- |
|  | 1.   | Bozen           | 51 | 18 | 17 | 0  | 1  | 0  | 527 | 408 | +119 | Qualificato ai playoff |
|  | 2.   | Pressano        | 47 | 18 | 15 | 1  | 2  | 0  | 459 | 338 | +121 | Qualificato ai playoff |
|  | 3.   | Black Devils    | 39 | 18 | 13 | 0  | 5  | 0  | 480 | 417 | +63  | Qualificato ai playoff |
|  | 4.   | Trieste         | 39 | 18 | 12 | 1  | 4  | 1  | 507 | 416 | +91  | Qualificato ai playoff |
|  | 5.   | Cassano Magnago | 24 | 18 | 7  | 1  | 9  | 1  | 457 | 431 | +26  | Playout                |
|  | 6.   | Malo            | 21 | 18 | 7  | 0  | 11 | 0  | 476 | 507 | -31  | Playout                |
|  | 7.   | Eppan           | 19 | 18 | 6  | 0  | 11 | 1  | 418 | 449 | -31  | Playout                |
|  | 8.   | Brixen          | 18 | 18 | 6  | 0  | 12 | 0  | 408 | 413 | -5   | Playout                |
|  | 9.   | Mezzocorona     | 12 | 18 | 4  | 0  | 14 | 0  | 348 | 470 | -122 | Playout                |
|  | 10.  | Musile          | 0  | 18 | 0  | 0  | 18 | 0  | 383 | 614 | -231 | Playout                |

### Poule Playoff
|  | Pos. | Squadra      | Pt | G | V | VR | S | SR | GF  | GS  | D   | Note                                 |
|  | ---- | ------------ | -- | - | - | -- | - | -- | --- | --- | --- | ------------------------------------ |
|  | 1.   | Bozen        | 19 | 6 | 3 | 0  | 2 | 1  | 173 | 154 | +19 | Qualificato alle semifinali scudetto |
|  | 2.   | Pressano     | 15 | 6 | 3 | 0  | 3 | 0  | 141 | 149 | -7  | Qualificato alla Poule d'Ammissione  |
|  | 3.   | Black Devils | 12 | 6 | 3 | 0  | 3 | 0  | 165 | 161 | +4  |                                      |
|  | 4.   | Trieste      | 8  | 6 | 2 | 1  | 3 | 0  | 157 | 172 | -15 |                                      |

## Statistiche

### Individuali

#### Classifica marcatori
| N. | Giocatore             | Reti |
| -- | --------------------- | ---- |
| 3  | Jan Radojkovic        | 137  |
| 20 | Dalibor Djordjijevic  | 103  |
| 7  | Kevin Anici           | 83   |
| 19 | Marco Visintin        | 70   |
| 9  | Alex Pernic           | 58   |
| 11 | Luca Bellomo          | 51   |
| 5  | Elvin Cosic           | 39   |
| 4  | Michele Oveglia       | 39   |
| 14 | Andrea Carpanese      | 38   |
| 15 | Lorenzo Dovgan        | 33   |
| 13 | Massimiliano Di Nardo | 23   |
| 2  | Erik Udovicic         | 18   |
| 10 | Jacopo Muran          | 12   |
| 20 | Federico Busdon       | 4    |
|    | Gianni Sodomaco       | 2    |
| 18 | Luca De Rosa          | 2    |
| 16 | Thomas Postogna       | 2    |
| 12 | Diego Modrusan        | 2    |
|    | Luca Sandrin          | 1    |